# Piłka nożna na Światowych Wojskowych Igrzyskach Sportowych 2015
Piłka nożna na Światowych Wojskowych Igrzyskach Sportowych 2015 – zawody, które odbywały się w koreańskim Mungyeongu 30 września–10 października 2015 roku podczas igrzysk wojskowych.

## Medaliści
| Konkurencja           | Złoto    | Srebro  | Brąz             |
| Kobiety (szczegóły)   | Brazylia | Francja | Korea Południowa |
| Mężczyźni (szczegóły) | Algieria | Oman    | Korea Południowa |

## Klasyfikacja medalowa
* Gospodarz zawodów został zaznaczony tym kolorem.
| Miejsce           | Państwo           | Złoto | Srebro | Brąz | Razem |
| 1                 | Algieria          | 1     | 0      | 0    | 1     |
| 1                 | Brazylia          | 1     | 0      | 0    | 1     |
| 3                 | Francja           | 0     | 1      | 0    | 1     |
| 3                 | Oman              | 0     | 1      | 0    | 1     |
| 5                 | Korea Południowa* | 0     | 0      | 2    | 2     |
| Ogółem (5 państw) | Ogółem (5 państw) | 2     | 2      | 2    | 6     |

Źródło: